# Folder test
En publicité, un Folder test est un pré-test publicitaire qui consiste à insérer une annonce dans un faux support de presse, puis à interroger un échantillon représentatif pour mesurer l'impact de ladite annonce.
L'arrêté du 24 janvier 1983, relatif à l'enrichissement du vocabulaire de l'audiovisuel et de la publicité recommande le terme : test de porte-annonces.